# Craspedolepta omissa
Craspedolepta omissa är en insektsart som beskrevs av Wagner 1944. Craspedolepta omissa ingår i släktet Craspedolepta och familjen rundbladloppor. Inga underarter finns listade i Catalogue of Life.